# Eclose
Eclose var en kommun i departementet Isère i regionen Auvergne-Rhône-Alpes i sydöstra Frankrike. Kommunen låg i kantonen Bourgoin-Jallieu som tillhör arrondissementet La Tour-du-Pin. Området som utgjorde den tidigare kommunen Eclose hade 753 invånare år 2017.
Kommunen upphörde den 1 januari 2015, då den slogs samman med kommunen Badinières till den nya kommunen Eclose-Badinières.

## Befolkningsutveckling
Antalet invånare i kommunen Eclose
| Referens: INSEE |